# Ратушняк, Сергей Николаевич
Серге́й Никола́евич Ратушня́к (род. 17 февраля 1961) — украинский политик. Народный депутат Украины IV созыва. Городской голова Ужгорода в 1994—1998 и 2006—2010 годах.

## Биография
Родился и вырос в Ужгороде. После окончания школы работал упаковщиком мебельного цеха в Ужгородском фанерно-мебельном комбинате. 
1978-1981 учился в Хмельницком технологическом институте бытового обслуживания 
1981-1983
Служба в армии
1984-1986
Киевском политехническом институте.
- 1986—1987 — инженер-конструктор в ПО «Закарпатприбор».
- 1987—1988 — старший инженер научно-исследовательской лаборатории синтеза и комплексных исследований новых полупроводниковых веществ в Ужгородском государственном университете.
- 1988—1994 — директор, президент СП «РИО».
- 1989—1991 — председатель кооператива «Спойлер».

Избирался городским головой Ужгорода в 1994, 1998 и 2006 годах. Занял второе место на выборах городского головы 2010 года.
Входил в Социал-демократическую партию Украины (Буздугана), партию «Громада» и Украинскую партию «Единство»; в Верховной Раде сменил множество парламентских фракций и групп: «За единую Украину», «Народовластие», «Демократические инициативы», «Наша Украина», «Регионы Украины» и Народную партию Украины Владимира Литвина.
На президентских выборах 2010 года баллотировался на пост Президента Украины и занял 16-е место из 18-ти с результатом в 0,12 % (29796 всех проголосовавших).
На парламентских выборах 2012 года занял 2-е место по одномандатному округу №68 (Ужгород) с 19,5 % голосов. На досрочных парламентских выборах 2014 года занял 5-е место по одномандатному округу №68 (Ужгород) с 7,71 % голосов.
На местных выборах 2015 года участвовал в качестве самовыдвиженца в выборах головы города Ужгород, в первом туре которых получил второе место и 13,84 % (7 169 голосов). Во втором туре уступил представителю партии «Возрождение»  Богдану Андрееву, заняв второе место с результатом 30,94% голосов (10 932 голосов). Своё поражение политик воспринял негативно, в грубой форме назвав большинство избирателей "быдлом".

## Уголовные дела
В августе 2009 года избил молодую девушку во время чего она получила сотрясение головного мозга и многочисленные ушибы. Сам Ратушняк описал как «она первая его ударила». За насилие над девушкой против Ратушняка было возбуждено уголовное дело по статье 296 Уголовного кодекса Украины (хулиганство) и статье 365 УК (превышение служебных полномочий).

## Критика
Известен участием в ряде политических скандалов. В частности, в ходе кампании по выборам президента Украины в 2009 году сделал в адрес Арсения Яценюка антисемитские и ксенофобские  комментарии.